# Frösthults distrikt
Frösthults distrikt är ett distrikt i Enköpings kommun och Uppsala län. 
Distriktet ligger nordväst om Enköping. 

## Tidigare administrativ tillhörighet
Distriktet inrättades 2016 och utgörs av socknen Frösthult i Enköpings kommun.
Området motsvarar den omfattning Frösthults församling hade vid årsskiftet 1999/2000.